# Le città del diluvio
Le città del diluvio è un romanzo di Giuseppe Pederiali del 1978. Costituisce la prima parte di una trilogia fantastica, che comprende anche Il tesoro del Bigatto e La Compagnia della Selva Bella.

## Trama
Il romanzo è ambientato nell'Alto Medioevo, all'epoca della divisione dell'Italia tra Longobardi e Bizantini, ma con molti elementi fantastici e anacronistici tipici della letteratura cavalleresca.
Le sette città del diluvio che danno il titolo all'opera sono Ponteduca, Finalis, Gavello, Bondeno, Ansa la Regina, Saga e Spina. Esse sono disseminate tra le paludi e i rami deltizi del Po e costituiscono una confederazione di regni indipendenti.

### Prima parte
Il romanzo comincia in medias res. Il pescatore Screcco, il porcaro Cacciuffo, lo scudiero Ulfari e la regina Ansa della città omonima fuggono col corpo di Vitige, re di Saga, dalla Rocca Possente incendiata dalle truppe di Atanarico, re di Ponteduca e potente mago. Essi sono diretti alla palude dell'Imbuto per trovare Ambiorige, l'ultimo druida della pianura Padana, che si dice abbia la capacità di resuscitare i morti.
Dopo diversi incontri con le creature che abitano la palude, tra cui lo gnomo Pampagnino, un ultimo esemplare di Triceratops e il nobile bizantino Feletteo, che per uno strano sortilegio viaggia mentre sogna, i fuggitivi raggiungono Ambiorige e il suo aiutante Paparocia. Il druida compie il suo rito su Vitige invocando le divinità celtiche e deponendo il corpo del re morto su una barca mandata alla deriva sull'acquitrino. Quando questa ritorna, essa trasporta Vitige bambino. Un secondo tentativo restituisce Vitige in tarda età e solo la terza volta ritorna Vitige nel fiore degli anni. Atanarico, informato che Vitige è ancora in vita, ordina allora ai suoi sicari di cercarlo ed ucciderlo.

### Seconda parte
Si ricomincia con l'antefatto di quanto già narrato: nella città di Saga fervono i preparativi per il Grande Torneo di Primavera, il cui vincitore avrà il diritto di guidare le Sette Città per un anno. Le prove comprendono duelli tra cavalieri e duelli tra maghi. Il re mago Atanarico, oltre che a vincere il torneo con tutti i mezzi leciti e non leciti, è interessato ad ottenere la mano di Ansa la Regina, che invece ha un debole per Vitige. Durante il duello finale di Brandone, campione di Atanarico, con Vitige, il re mago tenta un colpo di mano, durante il quale molti dei sovrani presenti a Saga (tra i quali lo stesso Vitige) perdono la vita. Gli abitanti di Saga si ribellano però ad Atanarico mentre i superstiti al massacro, che traggono con sé Vitige morto, si rifugiano nella Rocca Possente, mandando a vuoto i ripetuti tentativi di Atanarico di conquistarla, finché questi, ricorrendo alla magia, non la fa invadere dai topi di chiavica. A questo punto gli assediati fuggono ed avvengono i fatti raccontati nella prima parte.
La narrazione riprende quindi dalla fine della prima parte: la compagnia di Vitige si reca nei domini di Atanarico per affrontare direttamente il tiranno, e qui si rende conto delle incredibili vessazioni imposte al popolo, tra le quali la più eclatante è il divieto assoluto di parlare. Il Vitige mediano viene tratto prigioniero davanti ad Atanarico per il tradimento di Ulfari, ma riesce a fuggire e decide di contrattaccare Atanarico servendosi del carro di Fetonte, una volta che questo sia stato recuperato dal letto del Po. Compiuta quest'impresa grazie all'aiuto di uno storione parlante e aggiogato il carro a due cavalli alati mandati dal Sole, gli eroi procedono al bombardamento aereo del castello di Ponteduca. Vitige scende poi nelle segrete del castello per affrontare Atanarico ivi rifugiatosi, ma nel momento in cui sta per porre fine al duello si abbatte sulle Sette Città un devastante diluvio, causato da una magia di Atanarico che ha bloccato la foce del Po con degli iceberg.
Il cadavere di Vitige viene poi ritrovato da Ambiorige che, non potendo resuscitarlo per l'assenza dei due alter ego, lo seppellisce sotto una quercia, preservandolo con un incantesimo.

### Terza parte
L'ultima parte del romanzo è ambientata in epoca contemporanea. Vitige vecchio e Vitige bambino vivono come girovaghi in un carrozzone da zingari, non potendo né invecchiare né morire finché non saranno ricongiunti all'altro. Dopo essere scampati ad un attentato da parte di assassini al soldo di Enrico Atanà, ultimo discendente di Atanarico e leader del Partito Regressista che propugna la riduzione dell'umanità ai soli bisogni corporali, essi ritrovano nel Bosco della Mesola la quercia in cui è sigillato l'altro Vitige e lo liberano. I tre allora si recano a Milano per eliminare il loro nemico. Quest'ultimo viene a sapere che i Vitige sono in città e, per la propria incolumità, rinuncia a parlare dal palco del comizio finale del Partito Regressista, preferendo collegarsi in video, ma viene rintracciato e raggiunto negli studi televisivi dal re dell'antica Saga. I due hanno una colluttazione e Atanà muore trafitto dal treppiede di una telecamera.
I tre Vitige possono allora andarsene per la loro strada e vivere liberamente la loro vita.

## Opere correlate
Vitige, nella sua forma di bambino, compare nel successivo romanzo di Pederiali Il tesoro del Bigatto, in cui è il capitano di una nave sul Po. Paparocia si ritrova nel terzo volume della trilogia, La Compagnia della Selva Bella.

## Edizioni
- Giuseppe Pederiali, Le città del diluvio: in un romanzo di fantasia eroica la mitica Italia barbarica, Milano, Rusconi, 1978.
- Giuseppe Pederiali, Le città del diluvio, Firenze, Giunti, 1998, ISBN 88-09-21473-0.